# Sancho (planeta)
Sancho (también conocido como Mu Arae e) es uno de los cuatro planetas extrasolares que orbitan la estrella Cervantes, situada en la constelación de Ara, a una distancia aproximada de 49,8 años luz de la Tierra. Su descubrimiento fue realizado mediante el estudio de la velocidad radial de su estrella, y anunciado el 13 de junio de 2002.
Sancho es un gigante gaseoso con una masa de al menos 1,8 veces la de Júpiter. El planeta orbita su estrella a una distancia de 5,235 UA (similar a la distancia que existe entre Júpiter y el Sol). Debido a la alta concentración de elementos metálicos en la estrella, es probable que Sancho tenga un tamaño un poco menor que Júpiter.